# Piramide di paura
Piramide di paura (Young Sherlock Holmes) è un film del 1985 diretto da Barry Levinson.
Scritta da Chris Columbus, la pellicola immagina una investigazione di Sherlock Holmes e del suo assistente John Watson adolescenti, che insieme sono impegnati a risolvere un misterioso caso di omicidio. Tra i produttori esecutivi spicca il nome di Steven Spielberg.

## Trama
1870. Il giovane John Watson, in seguito alla chiusura della sua scuola nel Nord dell'Inghilterra, è costretto a migrare a Londra e frequentare il Brompton College, dove incontra il brillante studente Sherlock Holmes, il quale si distingue contestualmente per le sue doti di osservazione, deducendo la provenienza e la passione per la scrittura e per i dolci, dal tipo di scarpe e la valigia, nonché alcune macchie sulle mani e sul vestito. Holmes frequenta la giovane e bellissima Elizabeth Hardy, il professor Rupert T. Waxflatter, zio della ragazza, e il giovane professor Rathe, istruttore di scherma che durante una dimostrazione avverte il giovane di essere troppo emotivo e impulsivo.
Nel frattempo, accadono alcune morti misteriose. Sir Bentley Bobster e il reverendo Duncan Nesbitt vengono avvelenati da dei dardi di cerbottana, provocando loro forti allucinazioni tali da spingerli al suicidio. Holmes sospetta un nesso, ipotizzando dell'assassinio deliberato e destando il secco scetticismo del giovane ispettore Lestrade.
Holmes suscita la gelosia dello studente Dudley, anche egli interessato ad Elizabeth, e viene accusato ingiustamente di aver imbrogliato un esame ed espulso dal Brompton, ma prima riesce vendicarsi comicamente del ragazzo. Lo zio della ragazza Waxflatter viene anche egli avvelenato dal misterioso assassino e si ferisce mortalmente con un pugnale, mormorando "Eh-Tar" a Holmes giunto a soccorrerlo e purtroppo a causa della sua espulsione Sherlock non può prendere parte al funerale del suo mentore ma durante la veglia Holmes nota uno strano individuo che anch'egli osserva da lontano il funerale ma prima che riesca a raggiungerlo questi scompare.
Holmes, Watson ed Elizabeth iniziano ad indagare, dopo che Watson aveva trovato la cerbottana persa dall'assassino; notandone la forma particolare, scoprono che è di origine egiziana e, volendone sapere di più, vengono indirizzati da un robivecchi a una taverna il cui proprietario aveva comprato oggetti come quello di cui i tre ragazzi sono entrati in possesso. Holmes e Watson, giunti nella taverna, mostrano la cerbottana al proprietario per sapere di cosa si tratti: l'uomo alla vista dell'oggetto va in panico e grida in maniera terrorizzata "Rame Tep", dopodiché caccia i due ragazzi dal locale minacciandoli con un fucile ed avvertendoli di non tornare, pena la morte. Quella notte, incuriositi dalla strana parola pronunciata dal padrone della taverna, decidono di scoprirne il significato scoprendo l'esistenza del Rame Tep, un antico culto egiziano degli adoratori di Osiride; tuttavia il Rame Tep era disprezzato dagli stessi egizi poiché i seguaci della setta travisavano la religione egizia stessa con i loro riti violenti e barbarici, e come arma per i loro riti utilizzavano la stessa cerbottana trovata da Watson; con essa si sparava una spina intrisa di un potente allucinogeno che dava visioni spaventose che portavano le vittime a suicidarsi pur di sfuggire alla visione terribile. Holmes intuisce che l'oste quando ha visto la cerbottana, e conoscendone il significato, li aveva creduti erroneamente seguaci del famigerato culto, e temendo per la sua vita li aveva mandati via. Seguendo gli indizi, i ragazzi riescono a trovare una pista fino ad arrivare ad un covo di seguaci che stanno operando un sacrificio di una giovane vittima. Scoperti, sono inseguiti dagli adepti ed anch'essi avvelenati dai dardi. Rifugiatisi in un cimitero, ciascuno sperimenta terribili allucinazioni: Elizabeth è inseguita da dei cadaveri (tra cui quello dello zio); Watson è assalito da dolci senzienti, e Holmes discute con il defunto padre per aver rivelato il suo adulterio alla madre.
Sopravvissuti alla terribile esperienza, i tre raccontano la loro scoperta all'ispettore Lestrade ma questi non gli crede, tuttavia Holmes lo invita a riflettere e lascia gli aghi avvelenati perché li faccia analizzare. Tornati al college, Watson e Holmes scoprono un disegno che ritrae le tre anziane vittime da giovani, e con esse un quarto uomo, Chester Cragwitch, ma vengono scoperti dal professor Rathe e la signora Dribb, l'infermiera della scuola, che hanno intenzione di espellere anche Watson e Elizabeth. Quella notte i tre scappano dal collegio e mentre Elizabeth si dirige all'appartamento di suo zio Waxflatter, Holmes e Watson si recano dal signor Cragwitch, il quale spiega che lui ed i suoi amici erano in Egitto e durante i lavori per costruire un albergo, avrebbero scoperto la piramide sotterranea di Rame Tep e le antiche tombe di cinque principesse egiziane. La loro scoperta avrebbe suscitato l'ira degli abitanti di un villaggio vicino, violentemente repressa dall'esercito imperiale. Gli uomini tornarono in Inghilterra, ma un ragazzo del luogo di origine anglo-egiziana di nome Eh-Tar e sua sorella giurarono vendetta poiché i loro genitori rimasero uccisi durante la repressione. Mentre discute con i ragazzi, Cragwitch viene colpito da un dardo e tenta di uccidere Holmes, ma viene fermato da Lestrade, che giunge fortunosamente essendo stato avvelenato egli stesso, riconsiderando la versione del ragazzo.
Tornando alla scuola Sherlock giunge alla soluzione del caso: l'assassino non è altri che il professor Rathe (alias Eh-Tar), ma i due giungono troppo tardi per fermarlo. La signora Dribb, che si rivela essere la sorella di Eh-Tar (e misteriosa figura incappucciata), dopo aver ipnotizzato Elizabeth la rapisce per farne il quinto sacrificio. Usando l'ultima invenzione di Waxflatter, una macchina volante, Holmes e Watson viaggiano fino al magazzino, appena in tempo per evitare che la ragazza resti uccisa. Nello scontro il nascondiglio prende fuoco e i seguaci fuggono o muoiono, mentre Holmes uccide la Dribb facendole ingoiare un suo dardo avvelenato, Eh-Tar rapisce la ragazza ma Watson sabota con successo la sua carrozza salvando anche la vita a Sherlock dal crollo della piramide. Ma mentre scappano Eh-Tar gli spara e ferisce mortalmente Elizabeth, accorsa per salvare il giovane. Holmes, roso dall'ira, lo sfida a scherma e dopo un duro scontro lo spinge nelle gelide acque del Tamigi. Elizabeth muore poco dopo.
Holmes, dopo aver salutato per l'ultima le tombe di Elizabeth e suo zio, si congeda recando con sé il berretto da caccia di Waxflatter ed il cappotto di Eh-Tar come trofeo, facendosi regalare la celebre pipa che Watson aveva comprato per sé; ma, prima di andar via, Watson fa un'osservazione sul nome di Eh-Tar ovvero che il nome era scritto al contrario; Sherlock si complimenta per la sua osservazione e i due amici si salutano con la promessa di rivedersi presto.
Scorrono i titoli di coda in un piano sequenza di una slitta trainata da un cavallo, dalla quale, giunta a destinazione, vi scende una figura che entra in uno chalet di montagna. È Eh-Tar, che è sopravvissuto, e si firma a nome Moriarty.

## Distribuzione
La pellicola è uscita negli USA il 4 dicembre 1985. In Italia dal 20 febbraio 1986. Gli incassi negli USA sono stati di circa 20 milioni di dollari. Le riprese si sono svolte interamente nel Regno Unito, nelle regioni dello Oxfordshire e nel Kent.

## Effetti speciali
Il film è uno dei primi lungometraggi non animati in cui appare un personaggio realizzato con la grafica computerizzata, ovvero un cavaliere raffigurato su una vetrata di una chiesa e che prende vita. Si tratta di una creazione del gruppo di lavoro dello statunitense John Lasseter, famoso per aver portato alla celebrità la casa di produzione Pixar e film quali Toy Story. La scena viene accreditata nei titoli di coda alla "Pixar Computer Animation Group a Division of Lucasfilm Ltd."
Il resto degli effetti sono realizzati dalla Industrial Light & Magic, storico marchio della Lucasfilm.

## Riconoscimenti
- 1986 - Premio Oscar
  - Candidatura al premio per i migliori effetti speciali
- 1986 - Saturn Award
  - Miglior colonna sonora di Bruce Broughton[2]